# كفري

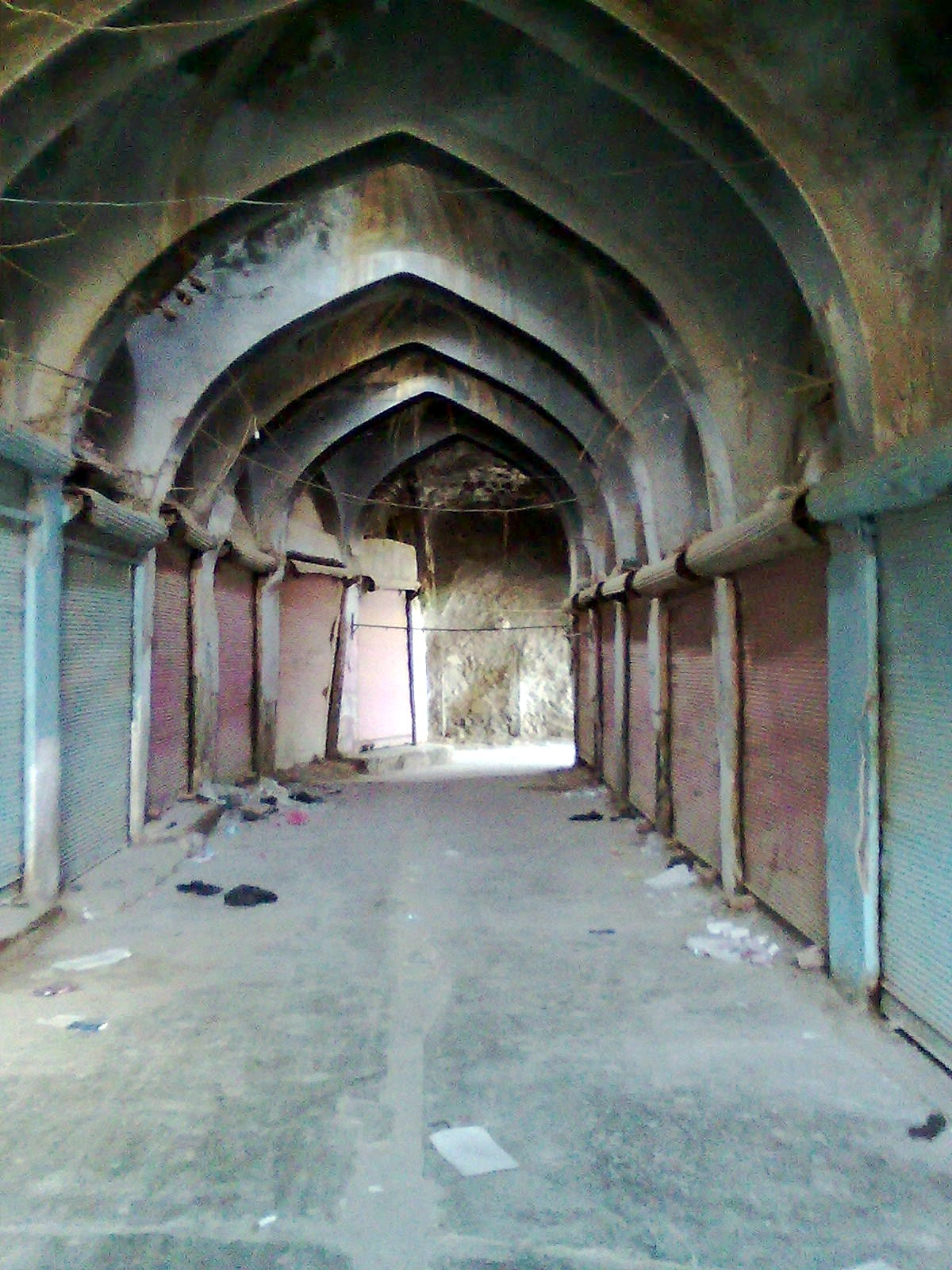
سوق كفري القديم (بازار كفري)

كِفْرِي بلدة عراقية تقع في محافظة السليمانية في العراق. تشتهر بأشجار السدر وتوجد حولها آبار نفطية يعتقد أنها امتدادات حقول كركوك النفطية لكنها لم تستخرج، فيها هضبة ارتفاعها 335م وتطل على المدينة، ويضم قضاء كفري عدة نواح منها (جبارة وزنانة وسرقلعة وكوكس وخان) وتتبعها ما يقارب المائة قرية. تشتهر بالزراعة وتربية المواشي، ويعتقد أن تسميتها نسبة إلى شجرة الكفَر التي أستعملت لاستخراج الفحم الحجري ولا تزال آثاره موجودة في قرية ناصالح القريبة من المدينة.

## تسميتها
تفسير الاسم بمعنى الكفر والإلحاد فغير وارد أصلا لأنه مجرد تفسير لغوي سطحي مشوه. ويقول بعضهم أنها سميت ب «كفري» لوجود شجرة كفر بكثرة على ضفتي الوادي. كما يقول أنها سميت بهذا الاسم لوجود مادة الكفر فيها وهي مادة تشبه القار أو الفحم الحجري، الذي يوجد منه الكثير في تلول ناصالح الواقعة شرقي البلدة. وأن كفر شجرة صغيرة يستعملها الناس حطبة للوقود وكثيراً ما يسمي الأكراد المناطق باسم الأشجار والشجيرات الغالبة فيها، وهذا في الواقع هو الراجح حيث توجد قرى باسم باخان (قرية البساتين) وترثاوا (القرية المكتظة بأشجار السماق) وهنجيرة (قرية التين)... (کتاب إبراهیم خان ثائر من کردستان ص6). وتسمى شجرة الكفر بالكردية «كز».
سميت المدينة بـاسم (كفري) لوجود مادة الكفر (القير) فيها. وهو نوع من القير (الزفت) يطلى به ظاهر القفة والزوارق والسفن وغيرها. ويؤكد المؤرخون أن كفري قريب من لفظة (كفر) التي تعني نوعا من القير باللغة العربية الدارجة ومن لفظة (كيرو) التي تعنى (القير) أيضاً في اللغة البابلية والآشورية. 
وأصل المدينة هي (إسكى كفري) وهي مدينة قديمة تقع بالقرب من مدينة كفري الحالية ولم يبق منها إلا الأطلال وقيل إنها تعود إلى العهد الآشوري. ويقول آخرون أن (الكفر) اسم بنات يكثر في تلك الديار محرفة من كلمة (كافور).
وفي عهد الدولة العثمانية كانت تعرف باسم (الصلاحية) والجدير بالذكر أنه توجد بالقرب من بلدة كفري قرية تعرف باسم (ناصالح) يستخرج منها القير أيضا.
ويقول المؤرخ العراقي السيد عبد الرزاق الحسني في كتابه (العراق قديما وحديثا) المطبوع سنة 1971 في بيروت (كفري هي بلدة تقع إلى سفح جبل (باباشهوار) حيث يتبرك الأهلون بقبره وكان بالقرب منها يمر خط السكة الحديدية الممتد بين بغداد وكركوك).
قال ابن شميل: القير ثلاثة أضرب: (الكفر والقير والزفت، فالكفر يذاب ثم يطلى به السفن والزفت يطلى به الزقاق وهو الإسفلت عند الإفرنج. كما أن في الجبل القريب منها فحما حجريا استعمله الأتراك والألمان في الحرب العالمية الأولى – 1914 م 1918 م واستفادوا منه كثيرا في تسيير بواخرهم وقطاراتهم وتأمين وقودهم).
وبلدة كفري الحالية لم يمض على تأسيسها وإنشائها أكثر من (205) سنة وقد انتقلوا إليها من (إسكي كفري) أي كفري القديمة بالتركية.
وعند اقتراب الزائر من مدينة كفري يشاهد تلّا أثريا كبيرا إلى يمينه على مسافة قريبة وتقع في كف الجبل المعروف باسم (بابا شسهوار داغي) أي جبل بابا شسهوار وسمي نسبة إلى زاهد مدفون هناك وهو جبل قليل الارتفاع وصخوره طينية شبيهة بصخور جبل حمرين.

## أقسامها
يتبع القضاء عدة نواحي وهي:
1. ناحية جبارة
2. ناحية وزنانة
3. ناحية كوكس خان
4. ناحية سرقلعة

وتتبعها ما يقارب المائة قرية تشتهر بالزراعة وتربية المواشي.

## دور العبادة
يحتوي قضاء كفري على الكثير من المساجد والجوامع والمراقد الأثرية ومنها:
- جامع كفري الكبير
- جامع شيان الكبير
- مرقد إبراهيم السمين
- جامع شنشال
- جامع ناحية الجبارة
- جامع الودود
- جامع البو غنام
- جامع الرحمن الرحيم
- جامع الرحمة
- جامع الرحمن

## سكانها
يبلغ تعداد سكان المدينة حاليا أقل من 30 ألف نسمة يضم القضاء قوميات عدة هم الكرد والتركمان والعرب وهنالك صلة قرابة بين أغلب العشائر الرئيسية. كانت تسكن أقلية يهودية من (29) عائلة حسب الأستاذ هاشم سيد أحمد في مخطوطه المعد للطبع (أخبار كفري وحوادثها من 1940 إلى 1960) تتمهن الصيرفة والأعمال التجارية ولهم دار عبادة لهم تسمى محليا (تورات) لا زالت الدار قائمة في محلة السادة وأصبحت اليوم استوديو تصوير باسم استوديو السيد ولهم مقبرتهم الخاصة في موقع دربندي تالا.

## آثارها
توجد بالقرب من مدينة كفري عدة خرائب أثرية واسعة منها:
1. خربة قره أوغلان: وترى فيها بقايا أبنية من الحجر والجص وزخارف جصية...
2. تل قيز قلعة سي: أي قلعة البنت العتيقة وترى فيها بقايا أبنية من الحجر والجص وزخارف جصية.
3. خرائب إسكى كفري: تقع في الجنوب الشرقي وعلى بعد (8)كيلومتر من كفري التي يعتقد أن مدينة كفري القديمة كانت تقوم فوقها.
هنالك أيضا شواهد لمزارات أئمة الكاكائية في مواقع مختلفة في المدينة منها (باوه شاسوار) و (باوه كاشه) و (إمام محمد) و (شيخ باوه).

## أهم محلاتها
1. محلة إسماعيل بك
2. محلة سيدلر
1. محلة عنبكي

في القضاء كثير من المراقد المقدسة يؤمنها الزوار في مختلف المواسم منها:
1. مرقد الشيخ بابا: وهي تقع قرب جولاء (قره غان) وعنده ماء خاص يستحم به المصابون بالأمراض المزمنة.
2. مرقد السيد إبراهيم سمين: حيث يقول الأهالي أنه من أحفاد الإمام موسى الكاظم ويقع بالقرب من ناحية (قره تبه)..
3. مرقد أون إيكي إمام (الأئمة الإثنى عشر) ويقع على بعد (5) كيلومتر في شمالي كفري.. يذكر أنهم مدفونون في المرقد.
4. مرقد بابا شسهوار: المرقد واقع في الجبل المطل على كفري، في مقبرة كفري التي تدعى باسمه ويقول المعمرون من الأهالي أن صاحب هذا المرقد كان من المجاهدين واستشهد في إحدى المعارك التي وقعت في المنطقة فبقي جسمه هناك في قرية باسمه، بينما استمر يجاهد الكفار برأسه حتى سقط في موضعه الآن في جبل بابا شسهوار.

## أنهار البلدة
أشهر أنهار هذا القضاء نهر ديالى الذي يمر في حدوده الجنوبية ونهر (قره بولاغ) وهذا النهر يتفرع من نهر ديالى في قرية (قره بولاغ) التي سمي النهر باسمها. ويسقى هذا النهر أراضي القرية وما جاورها.. اما النهر الثالث نهر (قره تبه) ويتفرع من نهر ديالى في قرية (كولوجو) وينتهي قرب قرية (علي سراي السفلى) وهناك أيضا نهر (صيرلان) ويتفرع من نهر ديالى قرب قرية (كولوجو) ويسقى هذا النهر منطقة (صيرلان) في ناحية (قره تبه) و (قورى جاي) وهي الحد الفاصل بين قضاء كفري وقضاء طوزخورماتو وهو وادٍ جاف يحمل مياه السيول فقط... ونهر كفري ويسمى بـ (قوشه جاجان) ويجري في الجهة الشرقية من بلدة كفري.

## كفري قاعدة المقام العراقي
تشير معظم المصادر الخاصة بدراسة المقام العراقي ومنها كتاب الحاج هاشم الرجب (المقام العراقي) أن أول مدرسة للمقام انبثقت في كفري على يد المقرئ المبدع ملا ولي عبد الرحمن الذي كان يعتبر حجة زمانه وقد أخذ من مجموعة من قراء المقام في مدن مختلفة لعل أشهرهم على الإطلاق المقرئ المعروف رحمة الله شلتاغ الذي يقول عنه الرجب في كتابه أعلاه أنه من أكراد الشام قدم إلى كفري وأخذ المقام العراقي من ملا ولي عبد الرحمن ولكن مصادر أخرى ومتنوري المدينة أيضاً يؤكدون أن رحمة الله بن سلطان آغا الملقب بشلتاغ هو من أهالي كفري أصالة وله صلة قرابة مع معلمه الملا من جهة الأم وقد ذهب لفترة قصيرة إلى مدينة كركوك واشتهر بين مغنيها فبدؤا يتحينون له الفرص للإيقاع به مما أثار حفيظة شلتاغ وقتل أحدهم هاربا إلى بغداد وهناك التجئ إلى أحد أمراء بابان الذي كان على معرفة بذويه فواجه بواسطة هذا الأمير والي بغداد الذي كان من الأرجح داود باشا وهو من المماليك فعفى عنه وأغدق عليه الهدايا لإعجابه برخامة صوته وسعة اطلاعه بالأنغام وفي بغداد اشتهر سريعا وأصبح له الرئاسة على مغني بغداد وأصبحت له مدرسته الخاصة فاجتمع حوله المعجبين ومن أبرز تلامذته المغني الكبير أحمد الزيدان ورباز وأحمد الزيدان المتوفي في عام 1912 أصبحت له طريقته الخاصة به فيما بعد شلتاغ، ومطربي كفري قدموا ابتكارات مهمة إلى المقام العراقي واعتقد أن الفضل في ذلك يعود إلى الثقافات الغنائية المتداخلة في مركز كفري من كردية وتركمانية وعربية وفارسية وأعيان المدينة كانوا يشجعون أهل الطرب ويهتمون بهم، ومن الأسماء التي قدمت إلى المقام والغناء بصورة عامة نذكر الملا عبد الله والملا إسماعيل الذي أخذ منهما المطرب العراقي الكبير محمد القبانجي مقامات تعتبر غريبة في بغداد.

## القبانجي وقصة مقام قطر
من تلك المقامات مقام (قتار الله ويسي) وهو من جنس البيات ولكن القبانجي عندما عاد إلى بغداد بعد زيارته لكفري حور المقام قليلا وقدمه كابتكار جديد له باسم مقام قطر والمتطلع لكلى الثقافتين يدرك التقارب والتطابق أحيانًا بين النغمين ومعروف أن مقام (قتار الله ويسي) من المقامات الكردية القديمة جدا يعود ابتكاره إلى شخص اسمه الله ويسي عاش قبل أكثر من قرنين في منطقة عشيرة زه نگنه وفي الحقيقة أن قتار والله ويسي مقامان مختلفان يقترن أحدهما بالآخر أما الابتكار المزعوم للقبانجي يعود إلى الثلاثينات من القرن الماضي وقد فاتحت الموضوع مع القبانجي في زيارة خاصة له مع أحد أساتذتي في الإعدادية فايد زياراته المتكررة إلى كفري ولكنه لم يقر بأمر الاستفادة من المقام الكردي المذكور، في حين حدثني المطرب شنه بربر نقلا عن عباس ممد فليح المؤذن في الجامع الكبير في كفري وقال أن القبانجي عندما زار المقرئ الكبير ملا إسماعيل الذي كان خطيبا وإماما في الجامع ألح على الملا أن يقرأ له مقاما غريبا وغير مألوفا في بغداد لكن الملا تجاهل الأمر وعندما حان وقت صلاة العصر طلب الزائر أن يؤذن بدلاً مني ففوافقت وعندما صعد المأذنة أرشدني ملا إسماعيل أن أتبعه خلسة لأني والكلام للملا إسماعيل سوف أقرأ مقام قتار قبل وقت الأذان بدقيقة ومن المحتمل أن يرمي نفسه ويصيبه مكروه، وقد فعلت ما أمرني الملا وفي الوقت الموعود بدأ الملا يتمتم قصيدة دينية بمقام قتار الله ويسي فما كان من القبانجي إلا ويقفز من مكانه فوجدني خلفه واحتضنته فشكرني وقال إبدأ بالأذان وأنا ذاهب إلى ملا إسماعيل وهكذا حرم السكان من سماع صوته ولكنه أخذ من الملا مقاما جديدا.
وما دمنا نتحدث عن مطربي المدينة يجب أن لا ننسى اسم حسن قره ميتي وهو من البيات وجد المطرب عدنان جاسم والملا رؤوف الذي أخذ منه المطرب الكردي الكبير علي مردان بعض المقامات ويقال أن المطربة صديقة الملاية أيضا من أصول كفراوية، وحسين ناراس والمطرب نجدت كفرلي الذي غنى مع المطرب الكبير إبراهيم طاطلي ساس فاستحسن أدائه.

## كفري في التاريخ
تخبرنا المصادر التاريخية بأن هذه المدينة كانت مركزا لدويلة مستقلة تسمى (دولة كيماش) في العهد البابلي حيث كان موقعها آنذاك في (آسكي كفري _ 7 كلم جنوبا) تم تشيدها بعد انهيار السد المقام في موقع (قوشة چاپان) شمال المدينة الذي أدى إلى دمار المدينة دمارا كاملا حيث لا تزال آثار السد المتهرئ والمدينة المنكوبة ماثلة للعيان بكل وضوح في موقع المدينة القديم في الضفة الشرقية لنهر كفري التي تحمل اسم (قرة اوغلان) حسب الوثائق والخرائط العثمانية، و (قوشة چاپان) موقع يقع في نهاية السلسلة الجبلية التي يعتبر باباشاسوار اعلى قمة فيها، وقد تعرضت المدينة إلى غزو الرومان فتدمر المدينة ثانية في معركة جرح فيها القائد الروماني المدعو (چوليا) فانتقلت المدينة من آسكي كفري إلى موقعها الحالي لأسباب أمنية دفاعية صرفة حيث الموقع الحالي مطوق بمرتفعات في جهته الشمالية والشرقية وضرب حوله سور لا زال بعض آثاره باق والسور كان بأربعة بوابات وكل بوابة تحمل اسم الجهة التي تقصدها وهي (قاپي (باب) 12 أمام) شرقا و (قاپي بغا _ بغداد) جنوبا و (قاپي شارزور) شمالا و (قاپي كركوك) في الشمال الغربي ولكل بوابة من هذه البوابات الأربعة طريق يؤدي إلى تلك المدن والمواقع والأهالي لا زالوا يستخدمون أسماء البوابات تلك للدلالة على الاتجاهات في أحاديثهم اليومية، فمن يزور كفري تتماثل أمامه عشرات الشواهد التاريخية تتحدث بصمت عن ماضي المدينة العريق ومن تلك الشواهد موقعة (قزلر قلعسي) التي تكتنفها الأساطير والقصص المشوقة وموقعة (7 مغارة) حيث المعابد الزرادشتية السبعة المتلاصقة أحدها بالآخر و (يك مغارة) وقد تم نسف هذا الموقع بالديناميت من قبل عابث حر بحثا عن الآثار التي أصبحت تجارة رائجة في العراق وموقعة (دربندي تالا) وموقع (آسكي كفري) ومغارة (گوبان) التي كانت تعج بالأطفال المصابين بالسعال الديكي حيث يعتقد الناس هنا أن مناخ الكهف يساعد على شفائهم (بإذن الله) والجبل المسمى ب (داش اتان) على طريق سرقلعة القديم (طريق شهرزور) وقلعة (شيروانه) الرائعة في بنگرد كلار وفي الكثير من هذه الكهوف تنبت حشائش الكزبرة (به ره زا) التي تستعمل كدواء لمعالجة امراض الكلى، إلى جانب العشرات من المراقد والمزارات والاضرحة التي تتبرك الناس بها وكلها تحمل قصص تاريخية لم يشر إليها معظم من كتبوا تاريخ المنطقة ومن المراقد المهمة مرقد الامام إبراهيم السمين بن موسى الكاظم ومقام إبراهيم الخليل.
كفري بعد تشكيل الدولة العراقية
استوزر الكثير من أبناء كفري في العهد الملكي حتى أطلق عليها بلدة الوزراء حيث كان عمر نظمي وزيرا في عدة وزارات متعاقبة وقد أصبح بعده ابنه جمال عمر نظمي وزيرا وهو من عشيرة الونداويية القادمة من منطقة وان وباشقلا في شمال كوردستان وقد هجرت العشيرة موطنها الاصلي بسبب مشاكل بينها وبين عشائر أخرى هناك ورئيسة العشيرة كانت امرأة تدعى التون خانم نادرة في الشجاعة والاقدام ونكران الذات إلى جانب حسن جمالها وهي التي قامت بتشيد جسر على نهر الزاب في طريق هجرتها إلى الجنوب من كوردستان بعد أن عارضها صاحب الجسر القديم ان يتزوجها مقابل السماح للعشيرة مع كامل ملحقاتها بالعبور إلى الضفة الأخرى لكنها أبت ان تكون مجرد بضاعة فامرت عشيرتها ببناء جسر كبير أطلق عليه (التون كوبري) أي جسر التون ومنها جاءت تسمية المدينة التي بنيت على جانبى الجسر (مدينة التون كوبري) الحالية من أعمال محافظة كركوك، وتيمنا على هذه الشجاعة النادرة خلد أحد شعراء كركوك هذه المأثرة برباعية من الخوريات التركمانية لازالت الالسن تترددها في مجالسها ونص الرباعية كالاتي:
صو ساني
سونبول ساني صوساني
گيچمه نمارد كوپرسنن
قوي اپارسن صوساني
ومعنى الرباعية التي أصبحت مثلا يضرب (فليجرفك السيل خيرمن تعبر جسر من لا شرف له) وتعطي نفس مدلول المثل العربي (لا تأخذ الحاجات الا من اهلها)، أبناء هذه العشيرة امتهنوا السياسة في العهد العثماني ولهذا تشرئبوا بالثقافة التركية وأصبحت التركمانية لغة التفاهم فيما بينهم واختلط الأمر على البعض منهم فاعتبروا انفسهم تركمانا غير ان رئيسهم القاضي نهاد بيك الونداوي تفرغ للمسألة بعد احالته على التقاعد فحقق من شجرة العائلة واثبت اصلها الكردي وبدأ يلبس الزي الكردي كي يقطع شك المتشككين في الأمر وحتى توزير عمر نظمي في العهد الملكي تم وفقا لمبدا المحاصصة القومية في العراق حيث كان يمثل المقعد الكردي في الوزارات التي استوزر فيها، ولكن ما يثير استغرابنا ان حفيده الدكتور وميض جمال عمر نظمي يعرف بمنظر للقوميين العرب ولم يذكر مرة من المرات اصله الكردي ولا مدينته كفري وحتى عندما وضع اطروحته حول ثورة العشرين لم يذكر كفري بكلمة واحدة في حين تعتبر المدينة من المحطات الرئيسية للثورة في كردستان والعراق.
ومن الشخصيات الأخرى التي تم استيزارها في العهد الملكي محمود بك بابان واحمد مختار بابان آخر رئيس وزراء في العهد الملكي قد تزوج من عفاو خان شقيقة الأول من العائلة البابانية الشهيرة التي استقرت رؤسائها في كفري بعد انهيار الإمارة البابانية التي كانت كفري أحد توابعها، فقد بنى عبد المجيد باشا الباباني قصرا فخما في غرب المدينة داخل البستان الذي يحمل اسمه لحد الآن، وشقيقه إسماعيل بيك سكن في الضفة الأخرى من المدينة واحد أكبر احياء المدينة يحمل اسمه، خلف المشهور جميل بيك بابان والده وقد انجب الاخير ست أبناء اشهرهم أحمد بيك الذي كان من المساندين لحزب هيوا بقيادة رفيق حلمي وهو أول من احتفل بعيد نوروز وجعله تقليدا دائما في المدينة وكان منزله يضم مكتبة عامرة وان كان هو ضريرا وقد تربى شقيقه نجيب بابان في هذه المكتبة فأصبح علما من اعلام كردستان.
ومن وزراء العهد الجمهوري في العراق نذكر الدكتور مكرم طالباني وزير الري واحد أعضاء المكتب السياسي للحزب الشيوعي العراقي سابقا، وقد تقلد السيد محمد شاكلي وزارة الاوقاف في حكومة اقليم كوردستان بينما تقلد السيد عثمان حاجي محمود وزارة الداخلية في نفس الحكومة، اما أعضاء المجلس النيابي في العراق فكان المرشحون للواء كركوك غالبا من قضاء كفري (من رؤوساء الجاف والداودة)، وفي أول برلمان كوردستاني مثل ثلاثة هذه المدينة وهم الدكتور حمة نجم الجاف عميد كلية الطب بجامعة صلاح الدين والاستاذان صلاح حميد وعلي عبد الله غير ان الحزبين اهملا أبناء المدينة في ان يمثلوا في المجلس التاسيسي العراقي الحالي وفي الدورة الثانية لبرلمان كوردستان لكثرة المحسوبين والمنسوبين، ماكثر اعدادهم وما اقل خدماتهم.
مدينة البساتين بلا شجر
كتب شيخ المؤرخين عبد الرزاق الحسني في كتابه (العراق قديما وحديثا)، كفري مدينة تشتهر ببساتينها الإناءة، فالإدارة المحلية اهملت إعادة بناء السد الصغير في موقع (قوشة چاپان) فانقطع الوريد الرئيسي الذي كان يغذي عشرات البساتين العامرة في المدينة حتى عام 1963
فأصبحت جميعها مجرد ذكرى في مخيلة الجيل الذي سوف ينقرض بعد اعوام، فبساتين المدينة التي كانت المدينة تشتهر بها يوما ليست اليوم سوى أسماء مجردة في الذاكرة لاشجار كانت ترفد أبناء المناطق المجاورة حتى 150 كلم شمالا صنوف مختلفة من التمور والحمضيات ومن أشهر بساتين المدينة بستان الباشا المار ذكره وبستان القاضي وبستان مملي وبستان حيارة وبساتين حاجي تورشي وعينة بك وحاجي قره وحاجي عثمان وميللت وقوشقونماز ووابراهيم بيك وميري وملا خليل وملا بنزين وحاجي علي وحاجي حمه امين زركويزي وغيرها.
مدينة الفنادق بلا فندق
كان كفري منذ القدم ملتقى للطرق التجارية إلى جانب موقعه الستراتيجي والصناعي، حيث كان يقع في منتصف الطريق التجاري القادم من بلاد فارس إلى بغداد ولذلك كانت القوافل التجارية القادمة والغادية تتوقف عند خاناتها الكثيرة للاستراحة والتبضع في آن واحد، هذا ما دفع اصحاب رؤوس الاموال إلى الذهاب إلى المدينة وانشاء مصانع ومعامل ومطاعم وخانات وطواحين في المدينة ومن الخانات التي لازالت اثارها باقية كاطلال ترمز إلى ازدهار المدينة حتى وقت قريب هي خانات (باشا وعباس خانجي، حاجي عزيز، جميل بابان (والد الوزير محمود بابان)، خان خويكه (خان الملح)، حاجي رؤوف، بهجت جلبي، مصطفى ريزي (كان مسؤولا لحزب الاتحاد والترقي فرع كفري)، خان إبراهيم عزت، حاجي امين رباتي، علي ميراخور، خان محمود جلبي، خان محمد علي افندي وأخرى كثيرة والخانات كانت سائدة آنذاك في مناطق كثيرة وكانت تستخدم كفنادق هذه الايام وفيها ملحق لايواء الحيوانات ومخازن لتكديس بضائع المسافرين، وهنالك الكثير من المدن والقرى اخذت تسميتها من هذه الخانات مثل خان النص وخان بني سعد وكذلك قرية خان القريبة من كفري، وفي الخمسينات شيد الحاج رؤوف وهو من اعيان المدينة سماها فندق نجيب ولكنه اليوم وبعد اهمال المدينة من قبل كل من حكم العراق منذ تاسيس العراق ولحد الآن أصبح خرابا هو الآخر فبدلا من ان تزورها الناس أصبح السكان الاصليون يتركون المدينة ويتوجهون إلى المدن الكبيرة بحثا عن لقمة العيش وقد سكن قسم كبير منهم في كلار المدينة القريبة منها (40) كلم شرقا والتي كانت لغاية عام 1970 قرية صغيرة من توابع المدينة فاهتم بها النظام الدكتاتوري وقام بتوسيعها من خلال بناء عدة مجمعات فيها لاستيعاب المرحلين الكرد من خانقين والمهجرين من القرى التابعة لقورتو وميدان وثم القرى المهدمة جراء عمليات الانفال وبعد الانتفاضة الجماهيرية عام 1991 التي اعقبتها حكومة اقليم كوردستان وبدلا من اصلاح الأمر قامت هذه الحكومة بتطويرها من خلال بناء المعاهد والمؤوسسات المختلفة على حساب مدينة كفري التي ازدادت اهمالا وخرابا وحتى المشاريع التي غزت المنطقة بعد قرار النفط مقابل الغذاء كانت نصيب المدينة شئ لا يذكر فيما إذا قورنت بمدن أخرى مثلها في اقليم كوردستان وإذا كانت المقارنة مع مدينة كوية (كويسنجق) مثلا فيصاب المقارن بصداع ودوار من اثر الفرق بالاهتمام بالمدينتين وسكانهما في آن واحد !!
مدينة الطواحين المائية
حتى نهاية الستينات كان سكان اقضية كلار وطوز ونواحي بيباز ودربنديخان وسنكاو وقادركرم ونوجول وسرقلعة وقره تبة وجبارة وزنكاباد وجمع القرى التابعة لها وحتى أهالي بعض القرى في ناحية قره داغ تقصد هذه المدينة للتبضع والتجارة ومتابعة المعاملات الرسمية، ولاجل استيعاب هذا الكم الهائل من الناس كان هنالك في المدينة إلى جانب الخانات المذكورة العشرات من المطاعم (لوقنته خانات) والطواحين المائية والهوائية في اطراف المدينة وعلى امتداد النهر والتي غدت هي الأخرى اطلالا كرموز المدينة الأخرى ومن أهم تلك الطواحين هي (قره داگيرمان، باش داگيرمان، موسى بك، كوير پسك، قدو، إبراهيم صنع الله، اسطة نوري حسن، خليفة آشوان، أحمد ملا عمر، إبراهيم وستا محاو، نوري مبارك وأخرى وقد كانت كل هذه الطواحين تدور لانتاج المزيد من الدقيق تلبية لحاجة السوق العامر في المدينة التي خلت من كل معالمها الآن وتصدع سقفه الذي بناه بنائون مهرة من بلاد فارس، فمن يلاحظ المباني القديمة يتراءى له خليط عجيب من الطرز المحلية والإسلامية والفارسية والتركية والكردية وحتى نماذج من طرازات بابلية وساسانية، فهنالك القبب والمنائر والشناشيل والاسواق المسقوفة والطاقات والاقواس، وهنالك مصطلحات قديمة في تفاصيل البناء آخذة طريقها إلى النسيان منها (دنجاغ، سرداب، شوقلت، العتبة، الإيوان، بانكويز، سكو، كوشك، ديوه خان) وجميع المباني في المدينة بنيت بمواد اولية محلية وخاصة الجص والحجر من مقالع خاصة من الجبال التي تطوق المدينة من جهتها الشمالية والشرقية وكل هذا الخلط من الطرازات يعني ان المدينة كانت متأثرة بالحضارات المختلفة عن طريق القوافل التجارية التي تقصد المدينة، ويجب أن نذكر ان الكثير من اؤلئك التجار استقروا في المدينة ولا زالت عوائل كثيرة وكبيرة منهم تقطن المدينة بعد أن تزاوجوا مع السكان الاصليين وأصبحوا مع الزمن من سكان المدينة، فقد اطلعت في خزانة المحامي طالب عبد الله اغا وهو من اعيان المدينة مجموعة نادرة من سندات البيع والشراء لدور وعرصات ومطاحن وخانات واسواق تعود تاريخها إلى قرون، وقد قمت بتحقيق واحدة من تلك المستندات وهي وثيقة بيع طاحونة إلى أحد المماليك في كفري تحمل توقيع داود باشا والي بغداد المشهور مع تواقيع ثمانية عشر من اعيان ووجوه بغداد ما يؤكد أهمية المدينة في تلك الفترة حيث حتى المماليك كانوا يتوجهون إليها لشراء عقارات فيها.

## أعلامها
- عمر نظمي الونداوى: وهو الوزير في العهد الملكي واسمه الكامل عمر نظمي بن حسن بن صفوت وينتمي إلى الاسرة الونداوية التركمانية العريقة ذات الاصول التاريخية حيث جاء جدهم الأكبر من ولاية (وان) إحدى الولايات التركية في بلاد الأناضول قبل أكثر من قرنين، ولقد ولد عمر في بلدة الصلاحية (المسماة كفري) فيما بعد عام 1890م، ثم تخرج في مدرسة الحقوق في بغداد وعين قاضيا (حاكما) في كركوك سنة 1921م، وفي مدن عراقية أخرى، ثم رقي إلى منصب متصرف لواء (محافظ) في سنة 1927م، حيث عين متصرفا في لواء كركوك، وفي سنة 1931 نقل إلى لواء البصرة وعين متصرف لواء البصرة، وفي سنة 1934 تم نقله إلى لواء الموصل. وفي عام 1938 عين مديرا عاما للواردات في ديوان وزارة المالية وتولى عمر نظمي الونداوى المناصب التالية:

1. وزيرا للاقتصاد والمواصلات في الوزارة السعدونية الثالثة عام 1938م
2. وزيرا للاقتصاد والموصلات في الوزارة السعدونية الرابعة 1939 م
3. وزيرا للداخلية ووزيرا للعدلية وكالة في الوزارة السعدونية الخامسة عام 1940 م
4. وزيرا للاشغال والمواصلات في الوزارة الكيلانية الثالثة عام 1940م
5. وزيرا للداخلية والعدلية وكالة في الوزارة الهاشمية عام 1941 م.
6. وزيرا للداخلية في الوزارة السعيدية الثالثة عام 1943
7. وزيرا للعدلية في الوزارة السويدية الثانية عام 1946 م
8. وزيرا للعدلية في الوزارة السعيدية التاسعة عام 1947 م
9. وزيرا للعدلية في وزارة محمد الصدر عام 1948 م
10. وزيرا للداخلية ووزيرا للدفاع وكالة في الوزارة الايوبية الثانية عام 1949 م
11. وزيرا للزراعة في الوزارة الايوبية الثالثة عام 1957م
كما واختير في بداية الخمسينات عضوا في مجلس الاعيان واستوزر لاكثر من دورة عضوا في مجلس الاعيان.
- محمد سعيد الونداوي: وهو من الشخصيات البارزة حيث ولد في مدينة كفري سنة 1889م، ودرس في المدرسة الإعدادية الملكية في عهد الدولة العثمانية وهو خريج مدرسة الحقوق في بغداد، ثم أصبح رئيسا لبلدية كفري عام 1921م، ونائبا عن لواء كركوك عام 1925م، وجدد انتخابه للسنوات من 1928م ولغاية 1930م، وفي عام 1931م عين قائمقاما لقضاء كيل، وفي عام 1933م نقل إلى قائمقامية قضاء رانية فقضاء دهوك عام 1934. فقضاء خانقين عام 1940م، ورفع إلى مفتش إداري بوزارة الداخلية فعضو في محكمة التمييز العشائري بوزارة الداخلية في سنة 1951. توفي بتاريخ 2 نيسان 1954 عن عمر يناهز (54) عاما.
- عبد القادر خلوصي: شاعر ومترجم وصحفي، وهو أحد رواد الصحافة التركمانية في العراق، وعم الدكتور أوميد مدحت مبارك وزير الصحة في عهد الرئيس السابق صدام حسين منذ الثمانينات وحتى سقوط النظام في 2003م. ولقد تولى عبد القادر رئاسة تحرير جريدة (أيلول) التركمانية عام 1935م، وهو من مواليد بلدة كفري عام 1890م، وتوفي في 7شباط 1949م، ودفن في مقبرة العائلة في مدينة كفري.
- جمال عمر نظمي: وهو النجل الأكبر للوزير عمر نظمي الونداوي ووالد الأستاذ الدكتور وميض جمال عمر نظمي وشقيق الحقوقي البارز كمال عمر نظمي ولد في بغداد عام 1914م وفيها أكمل دراسته الأولى وتخرج من الجامعة الأمريكية في بيروت بدرجة امتياز في العلوم السياسة. عين في الثلاثينات من القرن العشرين محافظا للبصرة وديالى واربيل وعين وزيرا للزراعة في وزارة علي جودت الأيوبي في حزيران عام 1957م ولغاية كانون الأول 1957م، وفي ايلول من عام 1965م وفي عهد الرئيس عبد السلام محمد عارف عين وزيرا للعمل والشؤون الاجتماعية في وزارة عبد الرزاق الأولى.

وهناك الكثير من أبناء هذه المدينة التركمانية العريقة قدموا خدمات جليلة ومرضية للعراق وأبناء جلدتهم التركمان امثال الأديب عبد الحكيم ريزي أوغلو والأستاذ رشيد كاظم البياتي والأستاذ موسى زكي مصطفى والأستاذ الدكتور هدايت كمال بياتلى والشاعرة شكيبة الونداوي والأساتذة خورشيد كاظم البياتي ورفعت سعيد يولجو ومعتصم نامق صلاحية لى وآخرون.